# بورتشين ترزي أوغلي
بورشين ترزي أوغلي (بالتركية: Burçin Terzioğlu)‏، ممثلة تركية. من مواليد (9 مارس 1980 إسطنبول).

## حياتها
بدأ التمثيل في سن الخامسة ، وظهرت في العديد من الأفلام والمسلسلات التلفزيونية في الثمانينيات. درست لاحقًا التمثيل في مركز موجدات جيزن للفنون . فازت بجائزة الفراشة الذهبية لأفضل ممثلة عن مسلسل بويراز كارايل.
بورتشين ترزي أوغلي تزوجت من الممثل مراد يلدريم عام 2008، وهو زميلها في فيلم ستورم. وفي 30 يونيو 2014 أعلنا انفصالهما بعد ست سنوات من الزواج. وقالت بورتشين في مقابلة أنها لم تكن تخطط للانفصال وأنها كانت تحب زوجها كثيراً، لكن الظروف والخلافات دفعتهما إلى هذا القرار.
بعد انفصالها عن مراد يلديريم، ارتبطت بورتشين بالممثل إيلكر كاليلي، وهو زميلها في مسلسل بويراز كارايل. وقد أظهر الثنائي حبهما علناً في عدة مناسبات، وأشادت بورتشين بإيلكر كشريك حياتها وصديقها. لكن في عام 2019، أعلن الثنائي انفصالهما أيضاً بعد ثلاث سنوات من العلاقة.

## المسلسلات
| العام       | المسلسل             | الدور     |
| ----------- | ------------------- | --------- |
| 2004        | عليا                | اوميت     |
| 2002        | قصة شتاء            | بينار     |
| 2003        | قلب من حجر          | اوزليم    |
| 2004        | اذا كنت ترغب النساء | ديميتر    |
| 2004        | جزيره الملائكه      | سيرين     |
| 2009        | ين انت يا حب؟       | يلماز     |
| 2007        | خارج الدائره        | لاشين     |
| 2006        | العاصفة             | زينب      |
| 2010 - 2011 | إيزيل               | أزاد      |
| 2013        | الرحمة (مسلسل)      | دنيز      |
| 2015        | بويراز كارايل       | عائشة جول |
| 2014        | فيلم جاءت عمتي      | ..        |
| 2018        | المحافظ             | رؤيا      |
| 2019        | الرصاصه             | ليلى      |
| 2020        | اتصل بمدير أعمالي   | ضيفة شرف  |
| 2021        | بدون حكم            | سما       |

## روابط خارجية
- بورتشين ترزي أوغلي على موقع IMDb (الإنجليزية)
- بورتشين ترزي أوغلي على موقع ألو سيني (الفرنسية)
- بورتشين ترزي أوغلي على موقع قاعدة بيانات الأفلام السويدية (السويدية)
- بورتشين ترزي أوغلي على موقع قاعدة بيانات الفيلم (الإنجليزية)
- بورتشين ترزي أوغلي على موقع كينوبويسك (الروسية)